# Angelo Michele Colonna

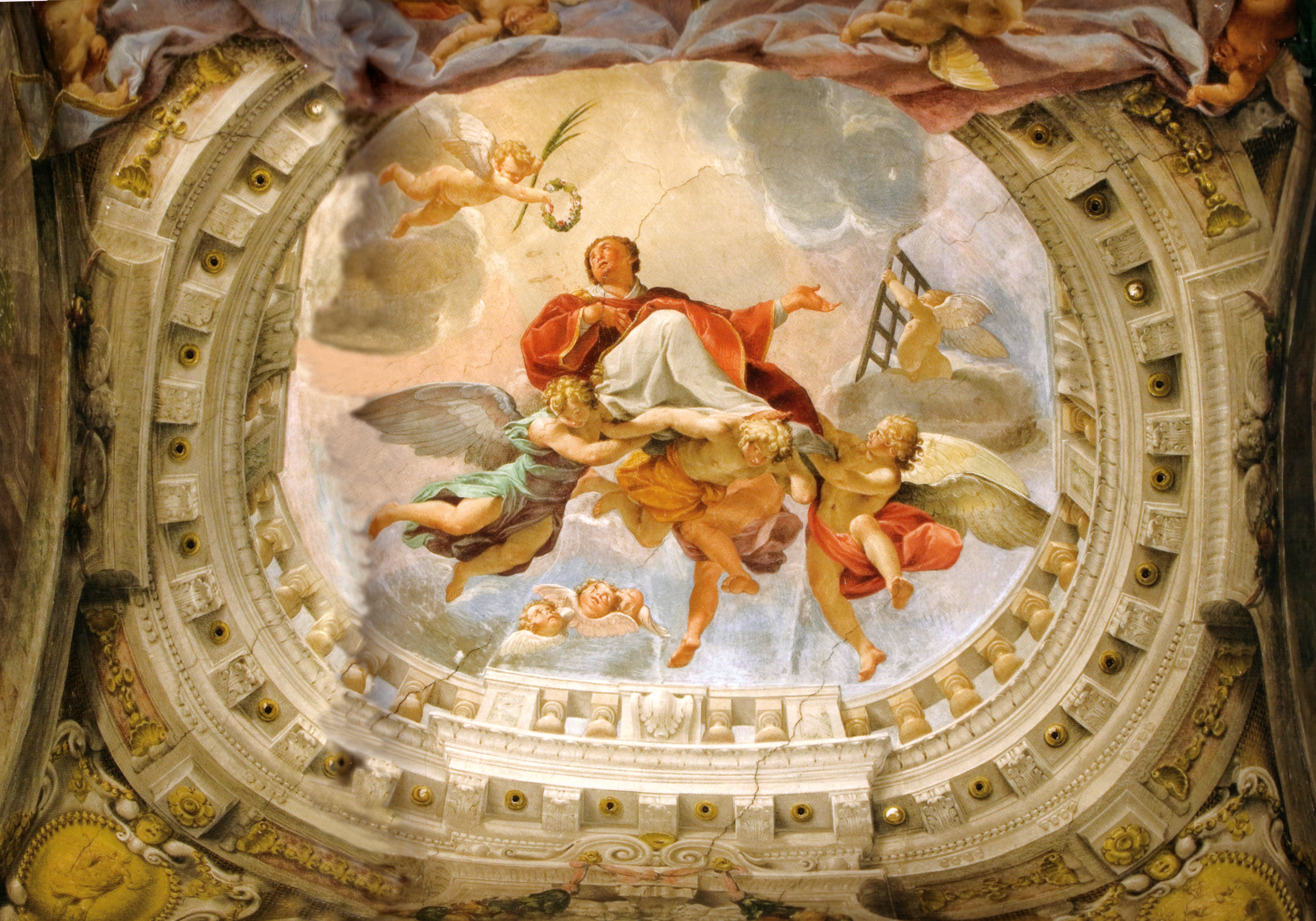
"Sankt Laurentius apoteos", Santi Michele e Gaetano, Florens

Angelo Michele Colonna, född 21 september 1604 i Cernobbio, död 1687 i Bologna, var en italiensk konstnär.
Colonna var en av barockens mest anlitade freskdekoratörer. Han arbetade i Rom och i Palazzo Pitti i Florens. I San Domenico i Bologna utförde han sitt största verk, målade några år i Spanien och under Diego Velázquez ledning även i Paris.